# OC Transpo

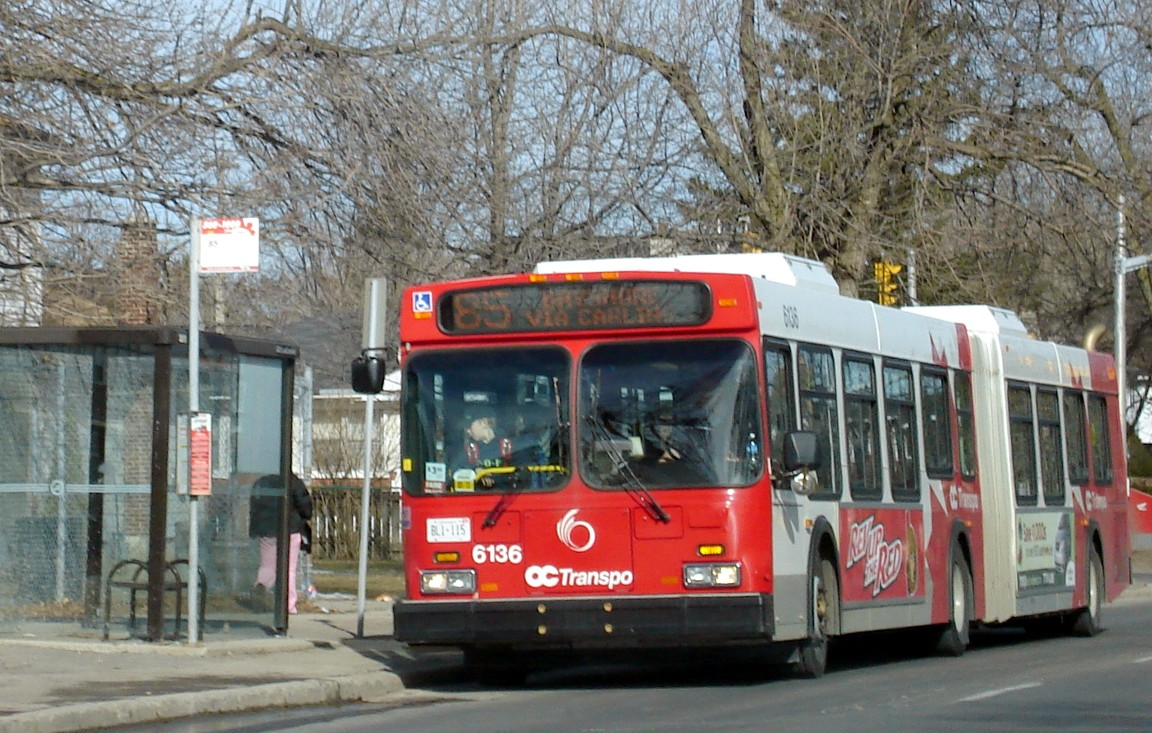
Ein Bus der OC Transpo

OC Transpo ist der öffentliche Personennahverkehrsbetreiber der Bundeshauptstadt von Kanada, Ottawa. Das Unternehmen betreibt Linienbusse, das Bus-Rapid-Transit-Netz (Transitway) und die Stadtbahn O-Train. Es verbindet Ottawa auch mit Gatineau in der Nachbarprovinz Québec. Täglich nutzen im Durchschnitt ca. 370.000 Personen die Fahrzeuge von OC Transpo.

## Geschichte
Ottawas erster öffentlicher Personennahverkehr begann im Jahr 1886 mit Pferdekutschen. Die Pferdekutschenlinien verkehrten zwischen New Edinburgh und der Chaudière-Brücke. Der Pferdekutschenbetrieb wurde bis 1981 durchgeführt, nachdem Thomas Ahearn die Ottawa Electric Railway Company gegründet hat. Das private Unternehmen bot elektrische Straßenbahnverbindungen an, die beheizt waren und in der Innenstadt verkehrten.
1973 wurde schließlich OC Transpo gegründet.

## Verbindungen

### Busverkehr
Aktuell wird nahezu der gesamte ÖPNV der National Capital Region mit Bussen bedient. OC Transpo verfügt über 1048 Busse, die mehrere Linienverbindungen anbieten. Dabei handelt es sich um Solobusse als auch Doppelstock- und Gelenkbusse verschiedener Hersteller. Nahezu alle Busse sind niederflurig und mit automatischen Rollstuhlrampen ausgerüstet. Als Antriebssysteme kommen Dieselmotoren und Diesel-Hybrid-Systeme zum Einsatz.

#### Transitway

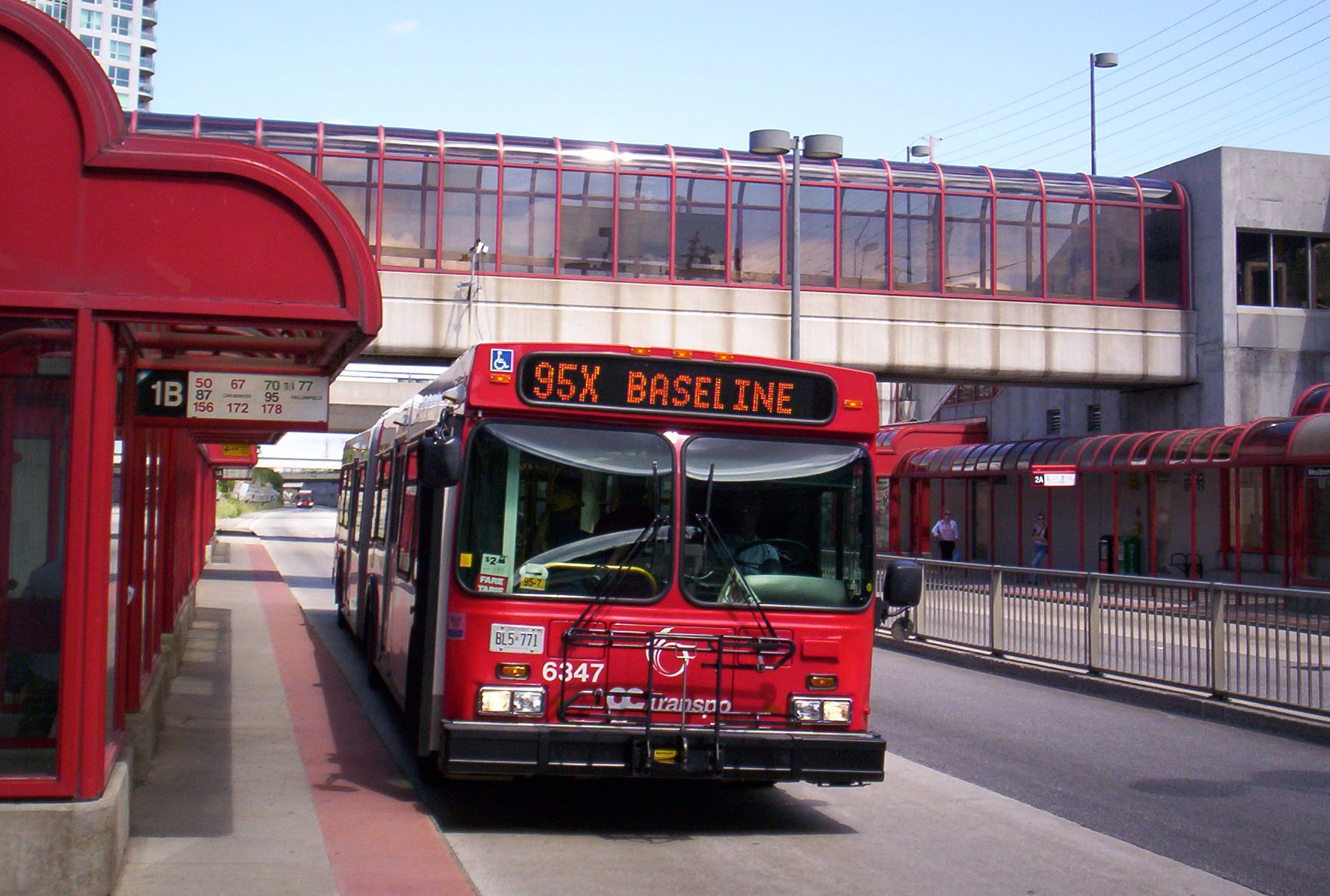
Westboro Station, eine typische Transitway-Station

Transitway ist ein sogenanntes Bus-Rapid-Transit-System. Dabei werden die Busse auf eigener Trasse geführt, die für den allgemeinen Verkehr gesperrt sind. Der Transitway besitzt teilweise höhenfreie Kreuzungen, ist jedoch an vielen Stellen mit den öffentlichen Straßen verknüpft, da keine Buslinie ausschließlich auf den Transitway verkehrt. Die Haltestellen am Transitway gleichen Stadtbahnhöfen und bieten meist Fußgängerüber- oder -unterführungen zum Erreichen der Bussteige.
Das Transitway-Netz besteht aus einem Hauptast der die Innenstadt in West-Ost-Richtung durchquert. Der Hauptast verläuft in Downtown auf Einbahnstraßen, die auch jeweils für den öffentlichen Verkehr freigegeben sind (Slater Street nach Westen bzw. Albert Street nach Osten).
Unmittelbar östlich der Innenstadt, hinter der Station Mackenzie King Bridge knickt der Hauptast nach Süden ab und verzweigt sich an der Hurdman Station auf zwei Arme, von denen einer nach Südosten zur Trim Station und einer nach Süden zur Southkeys Station.
Nach Westen verläuft der Transitway teilweise gemeinsam mit dem Macdonald Parkway, bevor er sich an der Station Lincoln Fields ebenfalls nach Süden wendet und in zwei Arme aufteilt. Ein Arm verläuft teilweise über den Queensway und endet an der Terry Fox Station in Kanata. Der andere Arm verläuft im Wesentlichen entlang der Woodroffe Avenue nach Süden und endet an der Fallowfield Station in Barrhaven.

### Schienenverkehr

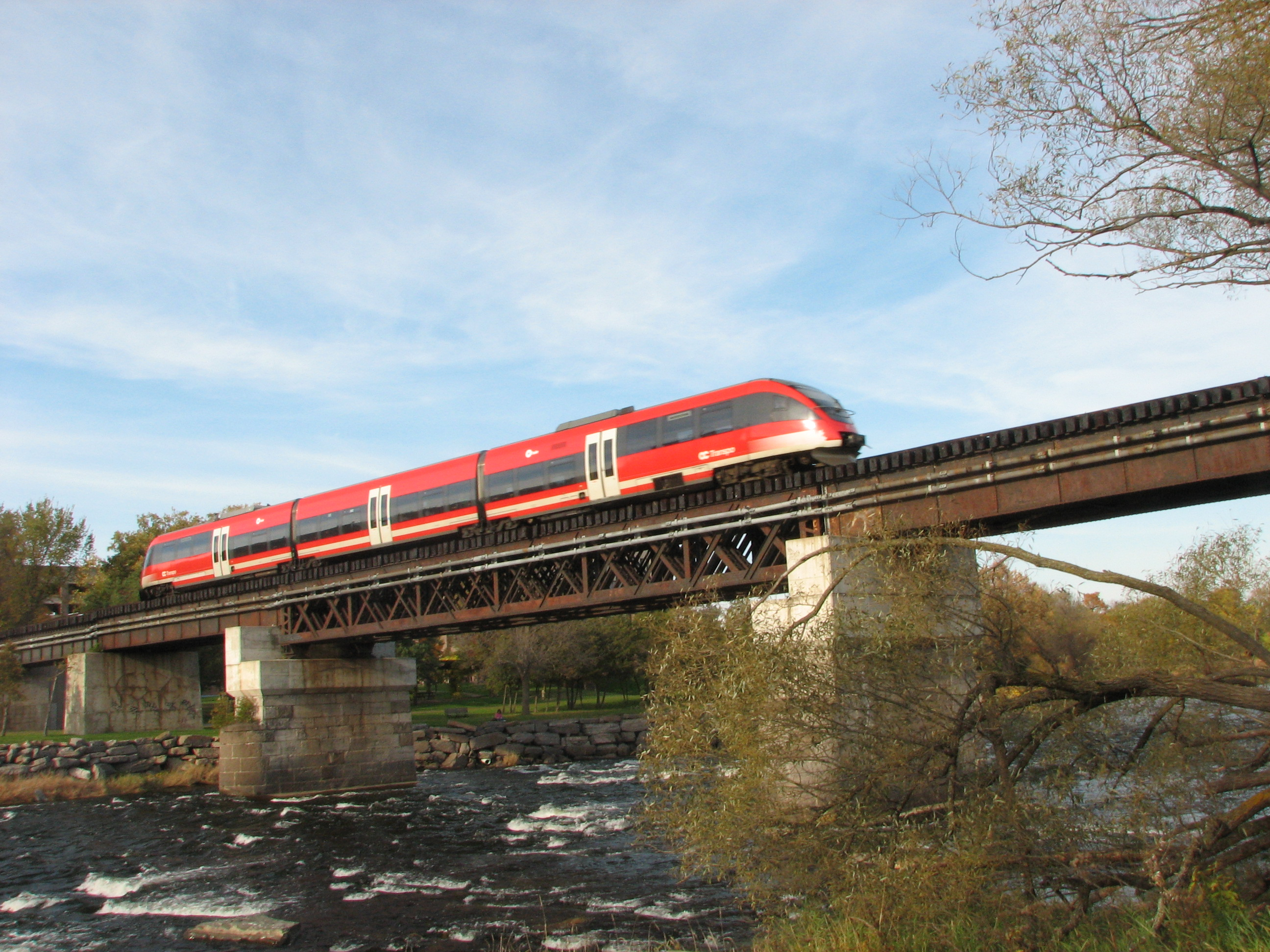
Ein O-Train (Bombardier Talent) über dem Rideau River

Der Name „O-Train“ bezeichnet das Stadtbahn-System in Ottawa, das aus zwei Linien besteht: die Trillium Line und die Confederation Line.
Im Jahre 2001 wurde als Pilotprojekt eine als O-Train bezeichnete, dieselbetriebene Stadtbahn eingeführt. Gegenwärtig verkehrt der O-Train in Nord-Süd-Richtung auf der 8 km langen Trillium Line zwischen den Stationen Bayview und Greenboro. Die Strecke verläuft größtenteils auf vorhandenen Gütergleisen, die unter anderem den Campus der Carleton University durchqueren. Die Trillium Line ist an beiden Endhaltestellen mit dem Transitway verbunden. Als Personenfahrzeuge kommen Dieseltriebzüge des Typs Coradia LINT 41 von Alstom (ähnlich der DB-Baureihe 648) zum Einsatz.
Seit 2013 war die Confederation Line in Bau, eine elektrische Stadtbahn in West-Ost-Richtung. Sie wurde im September 2019 eröffnet. Die Strecke ist 12,5 km lang und verläuft von Tunney’s Pasture nach Blair, wobei an der Station Bayview eine Umsteigemöglichkeit zur Trillium Line besteht. Ein 2,5 km langer Abschnitt im Stadtzentrum führt durch einen Tunnel mit drei Stationen. Die anschließende zweite Stadtbahn-Ausbauetappe sieht Verlängerungen der Confederation nach Baseline und Bayshore im Westen sowie nach Place d’Orléans im Osten vor. Ebenso ist eine Verlängerung der Trillium Line südwärts nach Bowesville vorgesehen (mit einem möglichen Abzweig zum Flughafen).

## Tarif
OC Transpo befindet sich in einer Tarifgemeinschaft mit der Société de transport de l’Outaouais (STO) des benachbarten Gatineau. Fahrkarten werden wechselseitig anerkannt. Es besteht ein Einheitstarif unabhängig von Fahrtziel oder -strecke für reguläre Buslinien, Transitway und den O-Train. Zuschläge werde für Expresslinien und Paratransit (Para Transpo) erhoben. Neben Einzelfahrkarten werden auch Mehrfahrtenkarten sowie Zeitkarten in Form einer Presto Card oder als U-Pass (Semesterticket) angeboten.

## Betriebshöfe
Das Unternehmen betreibt vier Betriebshöfe, die sich in der Stadt verteilen. Der größte Betriebshof mit der Sitz der Verwaltung befindet sich auf dem Grundstück 1500 St. Laurent Boulevard. Weitere Depots befinden sich bei 168 Colonnade Road (Merivale Garage) und am Queensview Drive (Pinecrest Garage). Ein neues Instandhaltungs/Werkstattzentrum wurde im Jahr 2010 eröffnet und befindet sich an der Industrial Ave.